# Nelson (region)
Nelson (maor. Whakatū) – region administracyjny na nowozelandzkiej Wyspie Południowej. 
Region zorganizowany jest na zasadzie jednolitej jednostki administracyjnej i faktycznie cały stanowi jeden organizm miejski. W 2013 region zamieszkiwało 46 437 osób, w 2006 było ich 42 891, a w 2001 – 41 568.